# Le Mesnil-Théribus
Le Mesnil-Théribus is een gemeente in het Franse departement Oise (regio Hauts-de-France) en telt 752 inwoners (2005). De plaats maakt deel uit van het arrondissement Beauvais.

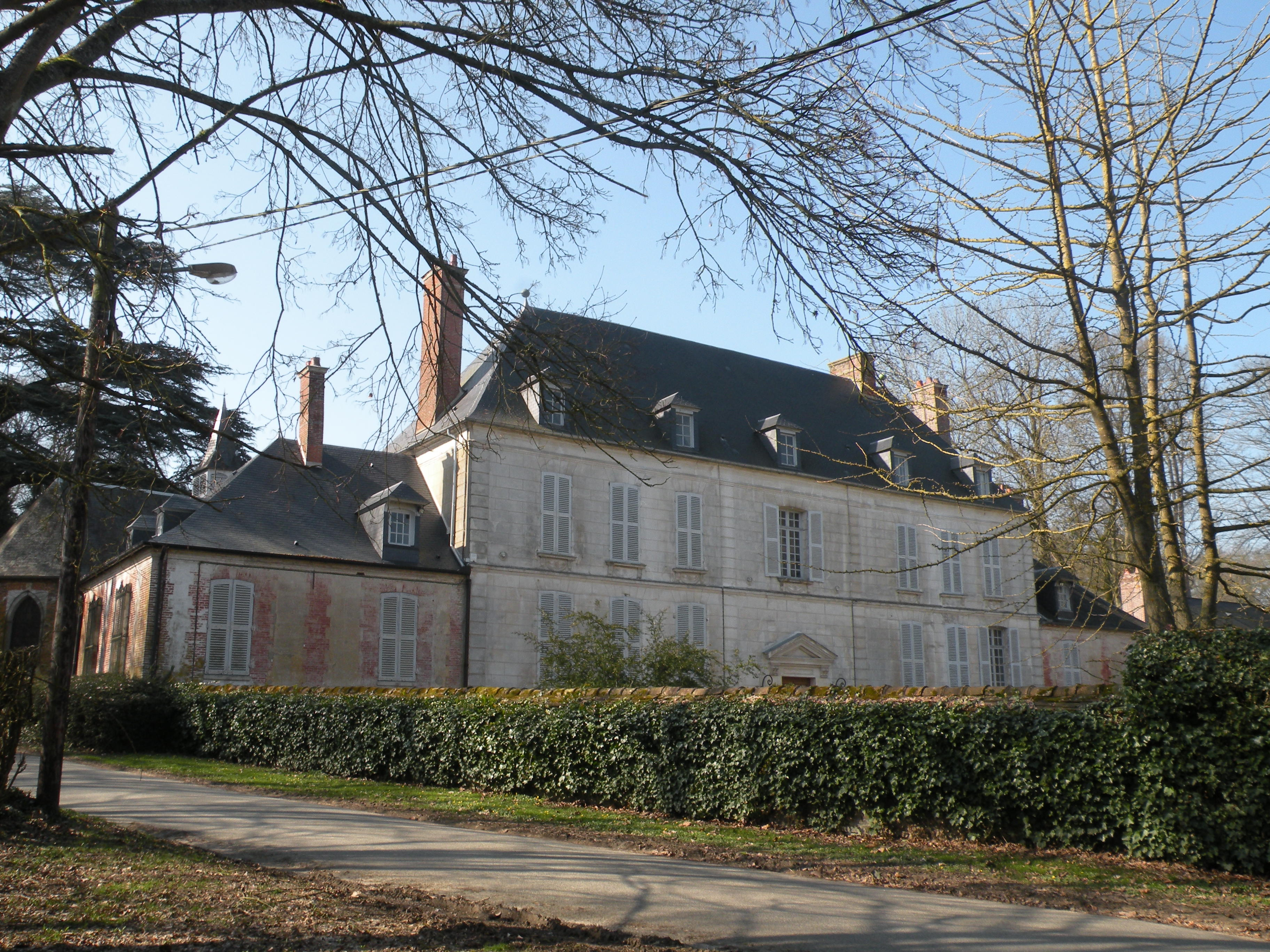
Château Théribus
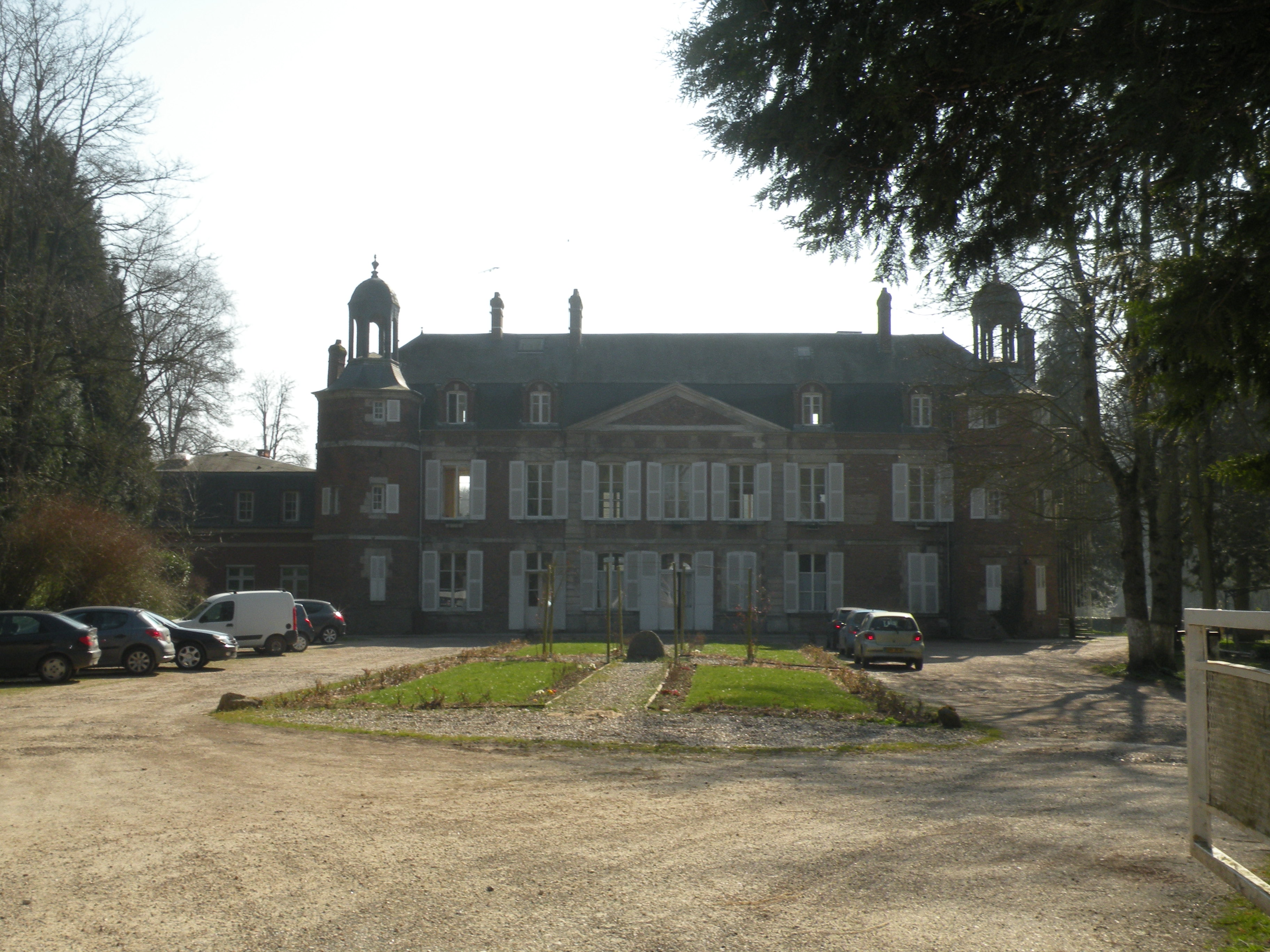
Château de Beaufresne
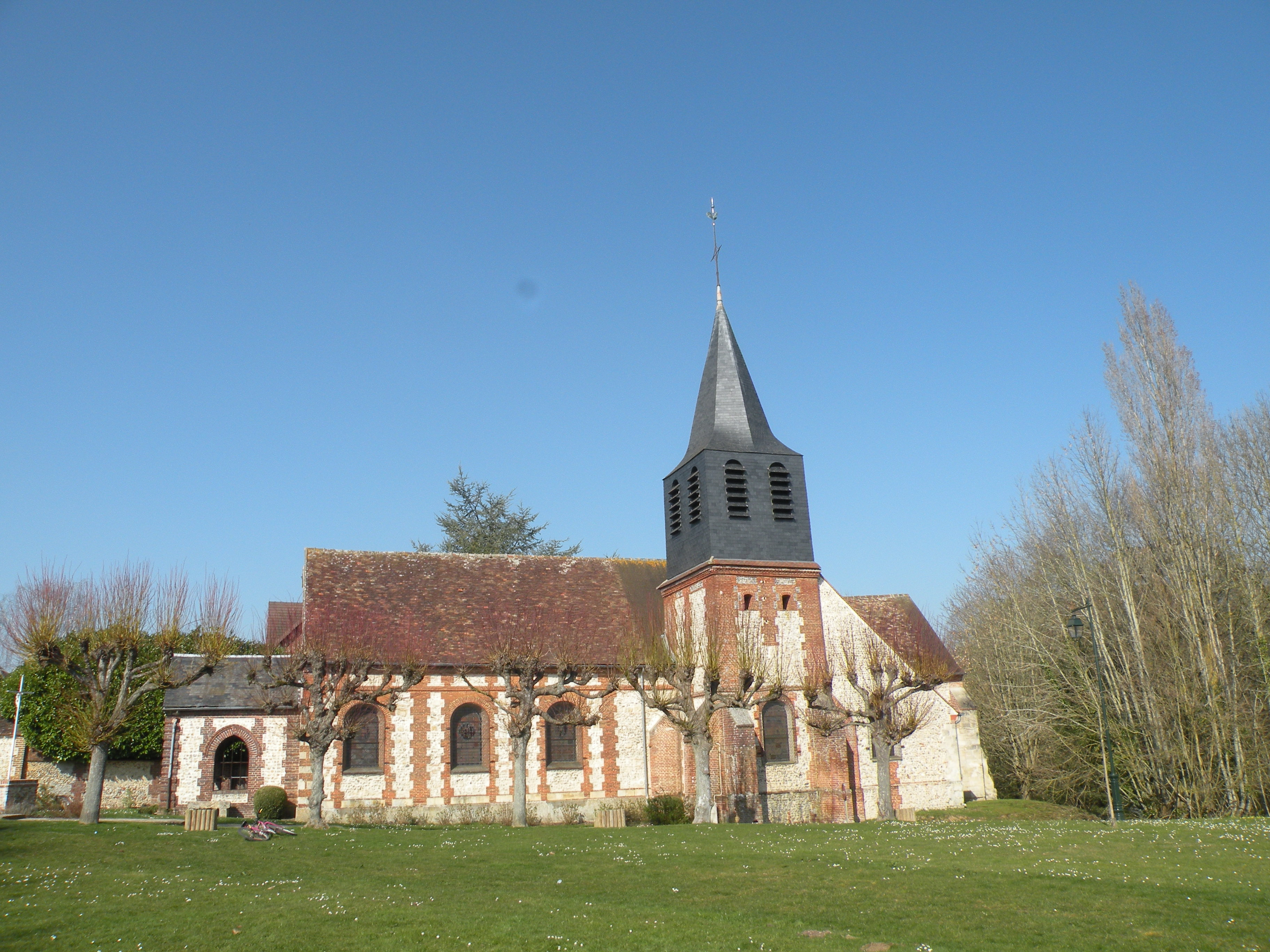
Kerk van Le Mesnil-Théribus

## Geografie
De oppervlakte van Le Mesnil-Théribus bedraagt 6,6 km², de bevolkingsdichtheid is 113,9 inwoners per km².
De onderstaande kaart toont de ligging van Le Mesnil-Théribus met de belangrijkste infrastructuur en aangrenzende gemeenten.

## Demografie
Onderstaande figuur toont het verloop van het inwonertal (bron: INSEE-tellingen).